# Arxiu d'Etnografia i Folklore de Catalunya
L'Arxiu d'Etnografia i Folklore de Catalunya, abreujat AEFC, és un dels arxius més importants d'etnografia i de folklore de Catalunya.

## Origen i característiques
L'AEFC es va crear el novembre de 1915 per Tomàs Carreras i Artau al seminari de la seva Càtedra d'Ètica a la Universitat de Barcelona, el qual es va dedicar a recopilar dades etnogràfiques, psicològiques i ètiques amb la finalitat de realitzar un inventari etnogràfic sobre Catalunya. En la creació de l'AEFC, Carreras i Artau comptà amb l'estreta col·laboració de Josep Maria Batista i Roca, i també de Rossend Serra i Pagès, Felip Pedrell i Sabaté i de nombrosos historiadors, etnòlegs, folkloristes, literats, excursionistes i religiosos. Al seu apogeu, aquesta xarxa de col·laboradors mobilitza més de tres-centes persones arreu el país. El 1945 el fons s'incorpora al Consell Superior d'Investigacions Científiques (CSIC) i, amb la creació de la Institució Milà i Fontanals (IMF) el 1968, acaba formant part d'aquesta institució, situada al carrer Egipcíaques, al barri del Raval de Barcelona, on resta latent fins que el 1986 el Dr. Lluís Calvo emprèn la reorganització i inventari del fons, i posteriorment publica un primer catàleg de materials.
L'ús de la fotografia com a tècnica auxiliar en les tasques d'investigació antropològica va ser una característica innovadora en el treball portat a terme per l'Arxiu d'Etnografia i Folklore de Catalunya. Les temàtiques que abasta l'AEFC van des de les expressions religioses, al transport tradicional, la plàstica popular, les tasques agrícoles, les tècniques pesqueres, l'arquitectura popular o els costums festius, entre d'altres. En la seva major part la sèrie de fotografies del AEFC, van ser realitzades pels seus propis impulsors. L'àmbit geogràfic d'aquestes fotografies és Espanya i, molt especialment, Catalunya, a banda d'altres països europeus i també Amèrica i Àfrica.

## Història
L'evolució històrica de l'Arxiu es pot dividir en diverses etapes. Entre 1915 i 1927, la institució es va dedicar a recollir dades etnogràfiques, psicològiques i ètiques i, al mateix temps, es va realitzar una intensa tasca de difusió, amb l'objectiu de crear un gran banc de dades sobre l'etnografia i el folklore a Catalunya. Així, es van desenvolupar estudis d'enquestes, per tal de recopilar informació, i es va publicar el Manual per a recerques d'Etnografia de Catalunya, la primera obra editada a Espanya amb una finalitat metodològica. Es va crear la revista Estudis i Materials.
Entre 1927 i 1939, les seves activitats es van reduir. Carreras, però, va continuar amb les seves tasques d'investigació, organització i sistematització dels materials recopilats, així com en la seva difusió; però, amb l'esclat de la Guerra Civil Espanyola el 1936, va haver de fugir del país i l'arxiu va ser saquejat i espoliat.
A partir de 1939, un cop finalitzada la Guerra Civil, Tomàs Carreras torna al país i es reincorpora a la Universitat de Barcelona. Aconsegueix recuperar part del material de l'AEFC que estava a punt de ser destruït, i amb l'ajuda de diversos col·laboradors intenta reordenar aquest material.
Al febrer de 1945, el fons es va incorporar al Consell Superior d'Investigacions Científiques (CSIC) de Barcelona, i la seva tasca continua de manera desigual. El 1954 mor Tomàs Carreras i assumeix la direcció de l'AEFC l'historiador i arqueòleg Lluís Pericot i Garcia fins a l'any 1968 quan, a causa de l'escassa dotació econòmica i de personal, l'Arxiu va cessar tota l'activitat.
El 1986 el Departament d'Antropologia de la IMF comença la recuperació, neteja, organització i estudi de l'Arxiu. Posteriorment, Lluís Calvo va publicar el catàleg de materials etnogràfics i el de materials gràfics.
A finals del 2012 la Unitat de Documentació i Gestió de Publicacions de la IMF, elabora un quadre de classificació de l'Arxiu i, a partir d'aquest, s'inicià la descripció i catalogació del material gràfic, amb el suport tècnic de la Unitat de Recursos de la Informació Científica (URICI) del CSIC. La catalogació s'està duent a terme amb el programa Aleph, utilitzat per la Xarxa d'Arxius i Biblioteques del CSIC. Des de 2013 es troba en procés d'organització i catalogació. L'accés públic és restringit. Cal autorització expressa per accedir a la consulta de la documentació del fons.
Des de finals de febrer de 2014 es poden localitzar més de 4.000 registres corresponents a aquesta sèrie de fotografies al Catàleg d'Arxius del CSIC. Durant els mesos de novembre de 2014 i gener de 2015 es va realitzar la digitalització de les fotografies a les instal·lacions de la IMF. Des del mes de novembre de 2015 es troben accessibles a Simurg, la col·lecció digitalitzada de fons patrimonials del CSIC. Encara queda començar amb la catalogació de retalls de premsa, literatura de cordill, goigs, i bona part del material gràfic.
Amb motiu del centenari del AEFC durant el 2015 es realitzà una exposició sobre l'Arxiu a la Residència d'Investigadors del CSIC de Barcelona.

## Contingut
La documentació que es conserva actualment comprèn, aproximadament, 2.500 fotografies, 1.000 postals, i imatges corresponents a retalls de premsa, 22.000 refranys, enquestes socials (21.000 preguntes i 15.000 respostes), entre les quals destaquen l'Enquesta de l'Ateneu de Madrid de 1901 i diverses enquestes del mateix AEFC; 4.000 cartes als Reis Mags, 1.500 romanços, literatura de cordill, goigs, etc., i gran part de la documentació generada a partir de l'activitat de la Càtedra d'Ètica de Tomàs Carreras i Artau.

## Publicacions
- Estudis i Materials, Barcelona : Arxiu d'Etnografia i Folklore de Catalunya : Universitat de Barcelona. Facultat de Filosofia i Lletres. Càtedra d'Ètica (1916-1918)
- Manual per a recerques d'etnografia de Catalunya, Barcelona, Arxiu d'Etnografia i Folklore de Catalunya, 1921.
- Qüestionaris, Barcelona, Universitat, Facultat de Filosofia i Lletres, Arxiu d'Etnografia i Folklore de Catalunya, [1918].
- Romeu Figueras, Josep (1917-2004). El mito de "El Comte Arnau" : en la canción popular, la tradición legendaria y la literatura; prólogo por el Dr. Tomàs Carreras Artau (en castellà).  Barcelona: Archivo de Etnografía y Folklore de Cataluña, Instituto Balmes de Sociología, 1948.
- Ricart i Matas, Josep. Refranero internacional de la música y de la danza; prólogo por el Dr. Tomàs Carreras Artau (en castellà).  Barcelona: CSIC, Archivo de Etnografia y Folklore de Cataluña, 1950.